# Дискографія Slipknot
Slipknot — американська ню-метал група, яка випустила шість студійних альбомів, два концертних альбоми, одну збірку, один демо-альбом, двадцять п'ять синглів, п'ять відеоальбомів та двадцять сім кліпів. Група була заснована у 1995 році в Де-Мойн, штат Айова, на той час в складі Slipknot були: вокаліст та перкусіоніст Андерс Колсефні, гітаристи Донні Стілі та Джош Брейнард, басист Пол Грей, барабанщик Джої Джордісон та перкусіоніст Шон Креєн. Перший склад випустив демо-версію Mate.Feed.Kill.Repeat. у 1996 році, перш ніж відбулись значні зміни у складі групи протягом наступних кількох років.
Остаточний склад групи виглядав так: діджей Сід Вілсон, барабанщик Джої Джордісон, басист Пол Грей, перкусіоніст Кріс Фен, гітарист Джеймс Рут, клавішник та семплер Крейг Джонс, перкусіоніст Шон Креєн, гітарист Мік Томпсон та вокаліст Корі Тейлор. У 1998 році група підписала контракт з Roadrunner Records і випустили свій однойменний дебютний альбом у червні 1999 року. Slipknot досяг 51-го місця в американському Billboard 200, і з тих пір був сертифікований подвійною платиною Американською асоціацією компаній звукозапису (RIAA). У 2001 році група випустила альбом Iowa, який зайняв третє місце у Billboard 200 та очолив британський чарт. За цей період Slipknot також випустили свої перші два відео — Welcome to Our Neighborhood, збірку музичних кліпів та відеоматеріалів у 1999 році,  та концерт Disasterpieces, який був записаний у Лондоні в 2002 році. 
Після короткої перерви група повернулась у 2004 році зі своїм третім студійним альбомом Vol. 3: (The Subliminal Verses), який зайняв друге місце в Billboard 200. У підтримку альбому був опублікований сингл «Duality», який увійшов до топ-10 американського Billboard Alternative Songs та до Hot Mainstream Rock Tracks. Сингли «Vermilion» та «Before I Forget» також були в цих чартах. Перший концертний альбом групи «9.0: Live» вийшов наступного року і потрапив до 20 кращих у Billboard 200. Третій відеоальбом Voliminal: Inside the Nine був випущений у грудні 2006 року. У 2008 році вийшов четвертий студійний альбом «All Hope Is Gone» з ним Slipknot вперше очолив Billboard 200, а також кілька інших чартів в інших регіонах. «Psychosocial», «Dead Memories» та «Snuff» увійшли до 20 найкращих альтернативних пісень Billboard.
24 травня 2010 року один із засновників гурту Пол Грей помер від «випадкового передозування морфію та фентанілу». У вересні група присвятила йому свій четвертий відео альбом (sic)nesses, на якому задокументовано його виступ на фестивалі Download у 2009 році. Реліз очолив чарти музичних відео у США та Великій Британії. У 2012 році вийшла збірка «Antennas to Hell». Після повернення до гастролей у 2011 році з колишнім гітаристом Донні Стілом, який замінив Пола Грея на басі. У 2013 році зі Slipknot був звільнений Джої Джордісон. У 2014 році група з'явилася разом з Алессандро Вентуреллою на басі та Джеєм Вайнбергом на барабанах, випустивши у жовтні п'ятий альбом «.5: The Gray Chapter», який був присвячений Полу Грею. Альбом повторив успіх попереднього альбому «All Hope Is Gone» і зайняв перше місце у Billboard 200.
26 липня 2021 року один із засновників гурту Джої Джордісон помер уві сні. Причиною його смерті став гострий поперечний мієліт, форма розсіяного склерозу.

## Альбоми

### Студійні альбоми
| Slipknot                                          | - Реліз: 29 червня 1999 - Лейбл: Roadrunner - Формат: LP, CD, CS          | 51 | 32 | — | — | 30 | — | 35 | 49 | 53 | 37 | - US: 2,000,000 - UK: 378,000 | - RIAA: 2×Платина - ARIA: Платина - BPI: Платиновий - MC: 2× Платиновий - RIAJ: Золотий                      |
| Iowa                                              | - Реліз: 28 серпня 2001 - Лейбл: Roadrunner - Формат: CD, 2LP, CS         | 3  | 2  | 8 | 1 | 3  | 4 | 39 | 5  | 10 | 1  | - UK: 366,000                 | - RIAA: Платина - ARIA: Золотий - BPI: Платина - BVMI: Золотий - MC: Платина - RIAJ: Золотий                 |
| Vol. 3: (The Subliminal Verses)                   | - Реліз: 25 травня 2004 - Лейбл: Roadrunner - Формат: CD, 2LP, CS, CD+DVD | 2  | 2  | 5 | 2 | 2  | 2 | —  | 3  | 2  | 5  |                               | - RIAA: Платина - ARIA: Платина - BPI: Платина - BVMI: Золотий - MC: Платина - RMNZ: Золотий - RIAJ: Золотий |
| All Hope Is Gone                                  | - Реліз: 26 серпня 2008 - Лейбл: Roadrunner - Формат: CD, CD+DVD, 2LP, DL | 1  | 1  | 2 | 1 | 1  | 2 | 2  | 1  | 1  | 2  | - US: 1,106,000               | - RIAA: Платина - ARIA: Золотий - BPI: Золотий - BVMI: Золотий - MC: Платина - RMNZ: Золотий - RIAJ: Золотий |
| .5: The Gray Chapter                              | - Реліз: 21 жовтня 2014 - Лейбл: Roadrunner - Формат: CD, 2CD, 2LP, DL    | 1  | 1  | 2 | 1 | 4  | 2 | 1  | 2  | 3  | 2  |                               | - RIAA: Золотий - ARIA: Золотий - BPI: Золотий - BVMI: Золотий - IFPI AUT: Золотий - MC: Платиновий          |
| We Are Not Your Kind                              | - Реліз: 9 серпня 2019 - Лейбл: Roadrunner - Формат: CD, 2LP, DL          | 1  | 1  | 3 | 1 | 1  | 2 | 9  | 2  | 4  | 1  | - US: 118,000                 | - BPI: Срібний - MC: Золотий                                                                                 |
| «—» ставиться, якщо альбом не потрапив до в чарту |                                                                           |    |    |   |   |    |   |    |    |    |    |                               | |

### Живі альбоми
| 9.0: Live                                         | - Реліз: 1 листопада 2005 - Лейбл: Roadrunner - Формат: 2CD                      | 17 | 26 | 18 | 41 | 24 | 56 | 23 | 40 | 43 | 53 | - RIAA: Золотий |
| Day of the Gusano: Live in Mexico                 | - Реліз: 20 жовтня 2017 - Лейбл: Eagle Rock Entertainment - Формат: 2CD, 3LP, DL | —  | —  | —  | —  | 25 | —  | —  | —  | —  | —  |                 |
| «—» ставиться, якщо альбом не потрапив до в чарту |                                                                                  |    |    |    |    |    |    |    |    |    |    |                 |

### Збірки
| Antennas to Hell                                  | - Реліз: 24 липня 2012 - Лейбл: Roadrunner - Формат: CD, CD+DVD | 18 | 16 | 10 | 22 | 13 | 10 | 10 | 22 | 13 | 22 | - BPI: Золотий |
| «—» ставиться, якщо альбом не потрапив до в чарту |                                                                 |    |    |    |    |    |    |    |    |    |    |                |

### Демо
| Назва                  | Подробиці                                                                                       |
| ---------------------- | ----------------------------------------------------------------------------------------------- |
| Mate.Feed.Kill.Repeat. | - Реліз: 31 жовтня 1996 - Лейбл: Pale One Records (перевиданий -ismist Recordings) - Формат: CS |
| Slipknot               | - Реліз: 1998 - Лейбл: самостійний - Формат: CD                                                 |

## Сингли
| 1999                                                                        | Wait and Bleed     | —  | —  | 34 | 46 | —  | 52 | —  | —  | 27  | 1  | - BPI: Срібний - RIAA: Платиновий             | Slipknot                        |
| 2000                                                                        | Spit It Out        | —  | —  | —  | 99 | —  | —  | —  | —  | 28  | 1  |                                               | Slipknot                        |
| 2001                                                                        | Left Behind        | —  | —  | 30 | 97 | —  | —  | —  | —  | 24  | 5  |                                               | Iowa                            |
| 2002                                                                        | My Plague          | —  | —  | —  | —  | —  | —  | —  | —  | 43  | —  |                                               | Iowa                            |
| 2004                                                                        | Duality            | 6  | 6  | 5  | —  | 28 | 63 | —  | 35 | 15  | 1  | - BPI: Золотий                                | Vol. 3: (The Subliminal Verses) |
| 2004                                                                        | Vermilion          | —  | 17 | 14 | —  | 74 | —  | —  | —  | 31  | 2  |                                               | Vol. 3: (The Subliminal Verses) |
| 2005                                                                        | Before I Forget    | —  | 32 | 11 | —  | —  | —  | —  | —  | 35  | 3  | - BPI: Срібний - RIAA: Платиновий             | Vol. 3: (The Subliminal Verses) |
| 2005                                                                        | The Nameless       | —  | —  | 25 | —  | —  | —  | —  | —  | —   | —  |                                               | Vol. 3: (The Subliminal Verses) |
| 2006                                                                        | The Blister Exists | —  | —  | —  | —  | —  | —  | —  | —  | —   | —  |                                               | Vol. 3: (The Subliminal Verses) |
| 2008                                                                        | All Hope Is Gone   | —  | —  | —  | —  | —  | —  | —  | 42 | 98  | —  |                                               | All Hope Is Gone                |
| 2008                                                                        | Psychosocial       | 2  | 20 | 7  | 84 | 31 | —  | 35 | 28 | 67  | 17 | - BPI: Срібний                                | All Hope Is Gone                |
| 2008                                                                        | Dead Memories      | —  | 19 | 3  | —  | —  | —  | —  | —  | —   | 37 |                                               | All Hope Is Gone                |
| 2009                                                                        | Sulfur             | —  | —  | 18 | —  | —  | —  | —  | —  | —   | —  |                                               | All Hope Is Gone                |
| 2009                                                                        | Snuff              | 10 | 12 | 2  | —  | —  | —  | —  | —  | —   | —  | - RIAA: Платиновий                            | All Hope Is Gone                |
| 2014                                                                        | The Negative One   | —  | —  | 33 | 76 | —  | —  | —  | —  | 71  | 1  |                                               | .5: The Gray Chapter            |
| 2014                                                                        | The Devil in I     | 23 | —  | 2  | 88 | —  | —  | —  | —  | 135 | 2  | - MC: Золотий - BPI: Срібний - RIAA: Золотий  | .5: The Gray Chapter            |
| 2015                                                                        | Custer             | —  | —  | 28 | —  | —  | —  | —  | —  | —   | —  |                                               | .5: The Gray Chapter            |
| 2015                                                                        | Killpop            | —  | —  | 10 | —  | —  | —  | —  | —  | —   | 28 |                                               | .5: The Gray Chapter            |
| 2015                                                                        | XIX                | —  | —  | —  | —  | —  | —  | —  | —  | —   | 12 |                                               | .5: The Gray Chapter            |
| 2016                                                                        | Goodbye            | —  | —  | 22 | —  | —  | —  | —  | —  | —   | —  |                                               | .5: The Gray Chapter            |
| 2018                                                                        | All Out Life       | —  | —  | 17 | —  | —  | —  | —  | —  | 99  | 7  |                                               | Сингл без альбому               |
| 2019                                                                        | Unsainted          | 20 | —  | 10 | 86 | —  | —  | —  | —  | 68  | 2  | - RIAA: Золотий - MC: Золотий - ZPAV: Золотий | We Are Not Your Kind            |
| 2019                                                                        | Solway Firth       | —  | —  | —  | —  | —  | —  | —  | —  | —   | 14 |                                               | We Are Not Your Kind            |
| 2019                                                                        | Birth of the Cruel | —  | —  | —  | —  | —  | —  | —  | —  | —   | 9  |                                               | We Are Not Your Kind            |
| 2019                                                                        | Nero Forte         | —  | —  | 18 | —  | —  | —  | —  | —  | 84  | 4  |                                               | We Are Not Your Kind            |
| «—» ставиться, якщо альбом не потрапив до чарту або не отримав сертифікацію |                    |    |    |    |    |    |    |    |    |     |    |                                               |                                 |

### Інші пісні
| 2014                                                       | Sarcastrophe            | —  | —  | 17 | .5: The Gray Chapter |
| 2014                                                       | AOV                     | —  | —  | 27 | .5: The Gray Chapter |
| 2019                                                       | Insert Coin             | 39 | —  | 20 | We Are Not Your Kind |
| 2019                                                       | Death Because of Death  | 40 | —  | 18 | We Are Not Your Kind |
| 2019                                                       | Critical Darling        | 19 | 22 | 8  | We Are Not Your Kind |
| 2019                                                       | A Liar's Funeral        | 38 | —  | 22 | We Are Not Your Kind |
| 2019                                                       | Red Flag                | 30 | 32 | 16 | We Are Not Your Kind |
| 2019                                                       | What's Next             | —  | —  | 33 | We Are Not Your Kind |
| 2019                                                       | Spiders                 | 34 | —  | 25 | We Are Not Your Kind |
| 2019                                                       | Orphan                  | 28 | —  | 23 | We Are Not Your Kind |
| 2019                                                       | My Pain                 | —  | —  | 38 | We Are Not Your Kind |
| 2019                                                       | Not Long for This World | 43 | —  | 39 | We Are Not Your Kind |
| "—" denotes a release that did not register on that chart. |                         |    |    |    |                      |

## Відео

### Відеоальбом
| Назва                                                                      | Подробиці                                                                  | Найвищі місця в чартах | Найвищі місця в чартах | Найвищі місця в чартах | Найвищі місця в чартах | Найвищі місця в чартах | Найвищі місця в чартах | Сертифікації                                                           |
| Назва                                                                      | Подробиці                                                                  | США                    | ФІН                    | НІМ                    | ЯПН                    | НЗ                     | ВЕЛ                    | Сертифікації                                                           |
| -------------------------------------------------------------------------- | -------------------------------------------------------------------------- | ---------------------- | ---------------------- | ---------------------- | ---------------------- | ---------------------- | ---------------------- | ---------------------------------------------------------------------- |
| Welcome to Our Neighborhood                                                | - Реліз: 9 листопада 1999 - Лейбл: Roadrunner (#0981) - Формат: VHS        | 1                      | —                      | —                      | —                      | —                      | 20                     | - RIAA: Платиновий - BPI: Золотий - MC: Золотий                        |
| Disasterpieces                                                             | - Реліз: 25 листопада 2002 - Лейбл: Roadrunner (#0967) - Формат: 2DVD, VHS | 3                      | 1                      | —                      | —                      | —                      | 6                      | - RIAA: 4×Платиновий - BPI: Золотий - BVMI: Золотий - MC: 3×Платиновий |
| Voliminal: Inside the Nine                                                 | - Реліз: 5 грудня 2006 - Лейбл: Roadrunner (#0951) - Формат: 2DVD          | 5                      | —                      | 84                     | 47                     | —                      | 21                     | - RIAA: Платиновий - MC: 2×Платиновий                                  |
| (sic)nesses                                                                | - Реліз: 28 вересня 2010 - Лейбл: Roadrunner (#0918) - Формат: 2DVD        | 1                      | 1                      | 54                     | 21                     | 3                      | 1                      | - RIAA: Платиновий                                                     |
| Day of the Gusano: Live in Mexico                                          | - Реліз: 20 жовтня 2017 - Лейбл: Eagle Vision - Формат: DVD, BD, DL        | 2                      | —                      | —                      | —                      | —                      | —                      |                                                                        |
| "—" denotes a release that did not chart or was not issued in that region. |                                                                            |                        |                        |                        |                        |                        |                        |                                                                        |

### Музичні відео
| Рік  | Назва                     | Режисер                       | Примітка |
| ---- | ------------------------- | ----------------------------- | -------- |
| 1999 | Surfacing (live)          | Томас Міньйон                 | [ 83 ]   |
| 1999 | Wait and Bleed (live)     | Томас Міньйон                 | [ 83 ]   |
| 1999 | Spit It Out               | Томас Міньйон                 | [ 83 ]   |
| 2000 | Wait and Bleed (анімація) | Марк Смерлінг                 | [ 84 ]   |
| 2001 | Left Behind               | Дейв Мейєрс                   | [ 85 ]   |
| 2002 | My Plague                 | Метью Амос, Саймон Хілтон     | [ 86 ]   |
| 2002 | People = Shit (live)      | Метью Амос                    | [ 87 ]   |
| 2002 | The Heretic Anthem (live) | Метью Амос                    | [ 87 ]   |
| 2004 | Duality                   | Тоні Петросян, Марк Класфельд | [ 88 ]   |
| 2004 | Vermilion                 | Тоні Петросян, Шон Креєн      | [ 89 ]   |
| 2004 | Vermilion Pt. 2           | Марк Клесфельд                | [ 90 ]   |
| 2005 | Before I Forget"          | Тоні Петросян, Шон Креєн      | [ 91 ]   |
| 2005 | The Nameless              | Шон Креєн                     | [ 92 ]   |
| 2007 | The Blister Exists        | Шон Креєн                     | [ 93 ]   |
| 2008 | Psychosocial              | Пол Р. Браун                  | [ 94 ]   |
| 2008 | Dead Memories             | Пол Р. Браун, Шон Креєн       | [ 95 ]   |
| 2009 | Sulfur                    | Пол Р. Браун, Шон Креєн       | [ 96 ]   |
| 2009 | Snuff                     | Пол Р. Браун, Шон Креєн       | [ 97 ]   |
| 2014 | The Negative One          | Шон Креєн                     | [ 98 ]   |
| 2014 | The Devil in I            | Шон Креєн                     | [ 99 ]   |
| 2015 | Killpop                   | Шон Креєн                     | [ 100 ]  |
| 2015 | XIX                       | Шон Креєн                     | [ 101 ]  |
| 2017 | The Shape (live)          | Шон Креєн                     | [ 102 ]  |
| 2018 | All Out Life              | Шон Креєн                     | [ 103 ]  |
| 2019 | Unsainted                 | Шон Креєн                     | [ 104 ]  |
| 2019 | Solway Firth              | Шон Креєн                     | [ 105 ]  |
| 2019 | Nero Forte                | Шон Креєн                     | [ 106 ]  |